# 金美徳
金美徳（きむ みとく、1962年10月2日-）は、日本の国際経営学者。学位は修士（国際経営学）。
多摩大学 経営情報学部 教授、多摩大学大学院経営情報学研究科 (修士・博士課程) 教授、多摩大学アクティブ・ラーニングセンター長。文科省・大学の世界展開力強化事業委員会・キャンパスアジア事業推進メンバーおよび共通教科書編纂委員会副委員長(岡山大学・中国吉林大学・韓国成均館大学による日中韓共同グローバル人材育成)、寺島文庫塾アジア・ユーラシア研究会・代表幹事。
専門は国際経営学と国際関係学。研究領域は企業戦略、グローバルビジネス、アジア経済、朝鮮半島、アジア・ユーラシアダイナミズム。所属学会は、日本マネジメント学会、北東アジア学会、現代韓国朝鮮学会など。

## 経歴
兵庫県神戸市生まれ。朝鮮大学校経営学部経営学科を卒業。早稲田大学大学院アジア太平洋研究科国際経営学専攻の修士課程を修了し、修士（国際経営学）を取得。早稲田大学大学院アジア太平洋研究科国際関係学専攻の博士課程を単位取得後退学。神戸朝鮮高級学校教諭、朝鮮大学校経営学部講師、朝鮮民主主義人民共和国金日成総合大学経済学部招聴講師、三井物産戦略研究所を経て現職。
『情報ライブ ミヤネ屋』、『新報道2001』、『ワールドビジネスサテライト』、『BS朝日 いま世界は』、『BSフジLIVE プライムニュース』、『直撃LIVE グッディ!』、『グッド!モーニング』、「TBSラジオ 生島ヒロシのおはよう一直線」。『韓国KBS ラジオ成功予感』等への出演歴がある。

## 著書
- 『キャンパスアジア共通教科書  これからの日中韓経済学』(編著：岡山大/田口雅弘・多摩大/金美徳、えにし書房、2018年3月)
- 『キャンパス・アジア共通教科書  東アジア教養人のための日中韓経済論』(編著：岡山大/田口雅弘・多摩大/金美徳、ふくろう出版、2017年2月)
- 『キャンパス・アジア共通教科書  東アジアの経済協力と共通利益』(編著：岡山大/田口雅弘・多摩大/金美徳、西日本法規出版、2016年2月)
- 『東アジアの経済協力と共通利益－東アジアの経済連携、アジアと日本の知恵を生かす－』(金美徳、岡山大学キャンパスアジア共通教科書シリーズ2、2013年11月)
- 『ビジネスに効く400冊! 必読本大全』 (共著、日経BP社日経ビジネスアソシエ編集、2013年12月)
- 『なぜ韓国企業は世界で勝てるのか-新興国ビジネス最前線-』(金美徳、PHP研究所:2011年12月初版・2012年2月重版、韓国語版・韓国滄海出版社:2012年5月、電子書籍版・PHP研究所:2016年4月)
- 『図解　韓国四大財閥早わかり』(金美徳、中経出版:2012年6月、台湾語版・台湾大是文化有限公司:2013年3月、電子書籍・KADOKAWA:2015年3月)
- 『日本企業「没落」の真実－日本再浮上27の核心－』(金美徳、中経出版:2012年12月、電子書籍・KADOKAWA:2014年7月)
- 『徹底解析サムスン成功の秘密』(共著、洋泉社、2012年5月)
- 『現代世界解析講座』(共著、日経BP社、2008年)
- 『躍進する韓国企業－その戦略と日本企業への示唆－』(共著、三井業際研究所、2008年)
- 『現代経営組織辞典』(共著、創成社、2006年)
- 『ベンチャー企業とフランチャイズシステム』(共著、日本ベンチャー学会、2000年)
- 『企業集団研究の方法』(共著、文眞堂、1996年)

## 論説
- 私立大学協会「教育学術新聞」(高大接続AL研究会の創設)、東洋経済日報(紙面とWeb ) :「第51～56回 ビジネス教養のための韓半島問題⑧～⑬」、「第57～58回モンゴルと北朝鮮の関係から解決策を探る①～②」、「第59～61回世界が北朝鮮問題の解決方法を探る①～③」、「新春特集－人間中心の経済を唱える文在寅政権の経済政策－」(2018年)
- 私立大学協会「教育学術新聞」、サンデー毎日「韓国経済」(2017年)
- 東洋経済日報(紙面とWeb):「第39回 ～第43回アジア・グローバル人材と教養教育②～⑥」、「第44回～第50回ビジネス教養のための韓半島問題①～⑦」、　「新年特集、競争から協走への時代と経営者の社内コミュニケーション力」、「第51～56回 ビジネス教養のための韓半島問題⑧～⑬」、「第57～58回モンゴルと北朝鮮の関係から解決策を探る①～②」、「第59回世界が北朝鮮問題の解決方法を探る」(2017年)
- 紀要「多摩グローカル人材像を創造する－事業構想学科の実現に向けて(共著)」、紀要「共著:多摩大学アジアダイナミズム済州島研修視察2015(共著)」(2016年)
- 東洋経済日報(紙面とWeb):「第36回アジア・パラドックスと韓日経済の役割③」「第37回アジア・グローバル人材育成のための教養教育」「第38回アジア・グローバル人材と北朝鮮に関する教養教育」「第39回アジア・グローバル人材と北朝鮮に関する教養教育②」」(2016年)
- 『世界平和研究』「アジアユーラシア時代とどう向き合うか－日本のグローバル戦略を問う－」(2015年)
- 東洋経済日報(紙面とWeb):「第24回社内コミュニケーション力で飛躍する韓国中堅企業」「第25回急浮上するユーラシア新興市場」「第26回北東アジア域内と域外の経済連携による世界経済の潮流変化」、「第27回AIIBと加速するユーラシアビジネス急浮上するユーラシア新興市場」、「第28回AIIBとグローバルビジネストレンド①」、「第29回AIIBとグローバルビジネストレンド②」、「第30回AIIBとグローバルビジネストレンド③」、「第31回AIIBとグローバルビジネストレンド④」、「第32回AIIBとグローバルビジネストレンド⑤」、「第33回AIIBとグローバルビジネストレンド⑥」、「第34回アジア・パラドックスと韓日経済の役割①」、「第35回アジア・パラドックスと韓日経済の役割②」(2015年)
- 韓国・国民大学日本学研究所『日本空間』「企画座談会－安倍政権の行方－」(2015年)
- アエラ「日中韓の歴史教養を知る、新ビジネス力」(2014年)
- 東洋経済日報(紙面とWeb):「日韓関係を再構築して共に経済成長を勝ち取ろう」「第12回ソチ五輪でLGと日韓企業連携図れるか」「第13回2014年のキーワードはロシア」「第14回君子豹変のリーダーシップとは」「第15回サムスンの成長戦略からビジネスシーズを探る」「第16回労使問題解決のヒントはインド企業にあり」「第17回日韓でグローバルマネジメント力を相互補強」「第18回韓国を輸出拠点化し稼ぎ始める日本企業」「第19回アジア･ユーラシアダイナミズム時代を創造する志」「第20回平和に敏感なビジネスセンスを磨く」「第21回サムスンの盲点を突いて急成長する韓国企業」「第22回地政学的立地を見極めたグローバル戦略」「第23回辺境こそがグローバルビジネスの最先端」「第24回社内コミュニケーション力で飛躍する韓国中堅企業」(2014年)
- 『世界平和研究』「アジア・ユーラシアダイナミズム時代を創造する志」(2013年)
- 朝日新聞〈Sharp, Samsung, and the age of the Japan-South Korea business partnership〉(2013年)
- 朝日新聞〈Transforming Korean Peninsula into 'symbol of peace and prosperity'〉(2013年)
- 東洋経済日報(紙面とWeb):連載『韓国企業と日本企業』「第1回日本企業は、アジア企業から学べるか」「第2回日本の知恵とアジアの知恵の融合」「第3回アジアビジネスに韓国企業情報を生かす」「第4回なぜ日本企業はアジア新興国で稼げないのか」「第5回アジア新興国で稼げるグローバル人材が不足」「第6回モノ作りの限界を超える経営」「第7回現地消費者の琴線に触れるマーケティングを」「第8回リスク・テーキングこそが一番の仕事」「第9回若者のフラットさがアジアビジネスの武器」「第10回韓流マーケティングの逆利用法」「第11回気概と覚悟で切り開いたロシア市場」(2013年)、
- 週プレNEWS「米韓FTAのISD条項で、韓国は63の法律改正に追い込まれている」(2013年)
- 宣伝会議「特集 韓国企業のマーケティング戦略、いち早く参入を決定、BRIDs市場で成功した戦略」(2012年)
- ロシアNIS調査月報「特集 韓国企業のロシアビジネスに学ぶ、韓国企業のグローバル戦略とロシア市場での展開」(2012年)
- 日経ビジネスアソシエ「躍進する韓国企業から何をどう学ぶか」(2012年)
- 韓国経済新聞「韓国、技術＋マーケティング戦略」(2012年)
- プレジデント「日韓企業、人材力対決。逆襲のシナリオはあるか」(2012年)
- 東洋経済日報「韓国経済の針路」(2012年)
- Hoppoken163号「第3回北海道で考える北東アジア国際情勢シンポジウム」(2012年)
- 毎日中国経済「日本家電メーカーの問題点とは」(2012年)
- 産経新聞「金ヨナ式韓国企業が席巻」(2011年)
- サイゾー「韓国企業で働きたいですか」(2011年)
- 日経ビジネスオンライン「金正恩の北朝鮮(上・下)」(2011年)
- 韓国ハンギョレ新聞「日中韓の転換期にどのように対応すべきか」(2011年)
- 韓国経済新聞「日本の製造業の墜落」(2011年)
- 韓国日報「日本企業失敗の研究」(2011年)
- ニューズウィーク日本版「トヨタを脅かすヒュンダイの逆襲」(2011年)
- 日経ビジネスオンライン:連載『コリアン・グローバル・カンパニー～韓国企業に学ぶな！』「第17回対中国で急接近する韓国とベトナム」、「第18回成長を牽引してきたICT産業の光と影」、「第19回新たな韓韓連合なるか、サムスンとLGが連携模索」、「第20回韓国進出が日本企業にもたらす世界への窓」、「第21回トルコ市場にいち早く乗り込み橋頭保築く」、「第22回東日本大震災の被災地を支援するアジア」、「第23回部品素材の対日依存問題が露呈」、「第24回リスクを味方にするコリアン・グローバル・カンパニー」(2011年)
- 日経ビジネスオンライン:連載『コリアン・グローバル・カンパニー～韓国企業に学ぶな！』「第1回キム・ヨナ選手と浅田真央選手にみる日韓企業戦略」、「第2回新興国市場開拓で見せる執念とリーダーシップ」、「第3回サッカーに投影される韓国企業の世界戦略」、「第4回経営破たんした双竜自動車の魅力はどこに」、「第5回選択と集中投資を続ける韓国企業」、「第6回世襲経営者の苦悩とポテンシャル」、「第7回部品素材で日本を猛追するコリアンカンパニー」、「第8回韓国労使問題の解決の糸口を見出すインド企業」、「第9回大胆な大型投資はどこまで通用するのか」、「第10回政治的リーダーシップが結びつける韓国とロシア」、「第11回韓EU、韓米で先行する協定、置き去りの日本は」、「第12回経済面で蜜月続く中国と韓国」、「第13回2038年には1人当たりGDPで日本を追い抜く」、「第14回北朝鮮の韓国砲撃、求められる体系的かつ多面的な情報」、「第15回10年先を見据えた韓国の中南米戦略」、「第16回韓流取り込み北東アジアといかに成長するか」(2010年)
- 三井物産戦略研究所「回復する韓国経済と韓国企業の特徴」、「韓国の新たなモンゴル戦略」、「韓国の新たな中南米戦略」(2010年)
- 朝日新聞「走る韓国、国民の血で支えられる躍進」 (2010年)
- 日経MJ「プチ韓国財閥を形成」(2010年)
- 東洋経済「知られざる韓国の実力」(2010年)
- 日本海新聞「ビジネスへ重要な海の道」(2010年)
- IT自分戦略研究所「技術にどう向き合うか、マーケ重視の韓国、モノ作り重視の日本」(2010年)
- 韓国経済新聞「北朝鮮経済グローバルフォーラム2010」と「北朝鮮の韓国砲撃、戦争にはつながらない」(2010年)
- 韓国東亜日報「日本経産省の韓国室昇格はなぜ」(2010年)
- ジャパンタイムズ「AT JAPAN'S EXPENSE? Digital age leaves myopic Japan facing manufacturing crisis」(2010年)
- 三井物産戦略研究所「金融危機に直面する韓国経済」、「朝鮮半島・北東アジアの現状と展望」、「日中韓首脳会談の意義と経済協力の現況」、「韓国の対トルコ貿易投資動向」、「日中韓の海外M&A動向と韓国の戦略」、「韓国の新たな中東戦略」、「韓国のLED戦略」、「モンゴル大統領選挙の結果」、「韓国アセアン特別首脳会議」、「韓国の景気動向と今後の見通し」、「韓国・北朝鮮・モンゴルの対中貿易投資動向」、「韓国の新たなアセアン戦略」、「韓国の新たなインド戦略」、「韓国経済の2009年回顧と2010年展望」(2009年)
- 三井物産戦略研究所「北朝鮮の経済権益を巡る中国・ロシア・韓国の思惑」、「韓国総選挙の結果と李新政権の展望」、「韓国財閥のグローバル戦略の特徴」、「韓国の米州戦略」、「韓国の豪州戦略」、「現代自動車グループの中国戦略」、「韓国のエネルギー資源戦略」、「韓国の食料戦略」、「韓国の新たなロシア戦略」、「韓国の新たな中央アジア戦略」、「韓国経済の2008年回顧と2009年展望」(2008年)
- 三井物産戦略研究所「北東アジア経済－深まる相互連関－」、「韓国のポストBRICs 新興国戦略」、「北東アジア経済の現状と課題Ⅰ、Ⅱ」、「北東アジアエネルギー・環境問題の現状と課題」、「ロシア極東における中国と韓国の貿易投資動向」、「北東アジア経済圏におけるロシア沿海州との取り組み」、「韓国企業のインド進出経営実態と成功要因」、「中央アジアに対する中国と韓国の貿易投資の動向」、「韓国の欧州戦略」、「韓国の中南米戦略」、「韓国の中東戦略」、「韓国経済の2007年回顧と2008年展望」(2007年)
- 三井物産戦略研究所「韓国のチンディア戦略」、「拡大する韓中経済関係 とアジアのビジネスチャンス」、「環渤海経済圏と一体化を深める九州経済圏」、「韓国財閥グループ分析(5)ポスコグループ」、「韓国財閥グループ分析(6)GSグループ」、「韓国財閥グループ分析(7)三養グループ」、「韓国財閥グループ分析(8)SKグループ」、「北朝鮮の地政学的視点からみる国際物流」、「中国丹東市の開発と中朝国境経済の現状」、「日韓企業連携による中国進出」、「カルフールとウォルマートの韓国撤退に学ぶ」、「韓国のインド戦略」、「韓国のアセアン戦略」、「韓国のロシア戦略」、「韓国マクロ経済の中長期予測」、「日本の対北朝鮮貿易主要品目の増減要因」、「モンゴル経済概況と韓国との経済関係」、「韓国のアフリカ戦略」(2006年)
- 日経ビジネス「北東アジアで孤立する日本」(2006年)
- 世界週報「拡大する韓中経済関係」(2006年)
- 三井物産戦略研究所「ルラ大統領の訪韓と韓国ブラジル経済協力拡大の可能性」、「北東アジアの地殻変動により急浮上する北朝鮮経済」、「韓国・北朝鮮経済と6カ国協議の行方」、「韓国財閥グループ分析(1)サムスングループ」、「韓国財閥グループ分析(2)現代自動車グループ」、「韓国財閥グループ分析(3)LGグループ」、「韓国財閥グループ分析(4)ロッテグループ」、「韓国のBRICs戦略・インド編」、「拡大する中韓経済関係」、(2005年)
- 週刊エコノミスト「中韓との交流で開花する北朝鮮経済」、「北朝鮮ビジネスへの日中露の思惑」(2005年)
- 三井物産戦略研究所「トヨタの中･長期戦略、ものづくり文化、変質か､進化か」、「韓国経済と現代自動車グループのアジア戦略」、「韓国のBRICs戦略・ブラジル編」(2004年)

## 講演
- 多摩大学寺島実郎監修リレー講座(2008年～2018年:12回)、寺島実郎監修時代先見塾、寺島文庫戦略経営塾、寺島文庫アジア次世代経営人材交流プラットフォーム・キックオフセミナー、第1期みねるばの森ゼミナール、帝塚山大学寺島実郎監修リレー講座(2006年～2008年:3回)、経済同友会アジア委員会、経団連21世紀政策研究所、日本生産性本部、中部IE協会、関西生産性本部、東京証券取引所、日刊工業新聞、環日本海経済研究所、北海道国際交流・協力総合センター、研究産業協会、平和政策研究所、鳥取県、東京都国分寺市、三鷹市、第39回国際学生セミナー、岡山大学(2013年～2015年)、三井物産、三菱日立パワーシステム、マクロミル、ジンロジャパン、ワークプレイスメント2012、大阪北ヤードナレッジキャピタルトライアル2010スペシャルトーク、時局心話會アジア会議。
- (韓国)日韓産業技術協力財団、韓国仁川発展研究院、韓国蔚山発展研究院、韓国人間開発院、南北物流フォーラム(韓国金浦市)、ソウル大学国際大学院、東国大学など。